# Betul-Bazar
Betul-Bazar is een nagar panchayat (plaats) in het district Betul van de Indiase staat Madhya Pradesh. 

## Demografie
Volgens de Indiase volkstelling van 2001 wonen er 9.645 mensen in Betul-Bazar, waarvan 51% mannelijk en 49% vrouwelijk is. De plaats heeft een alfabetiseringsgraad van 73%. 